# Grätzer

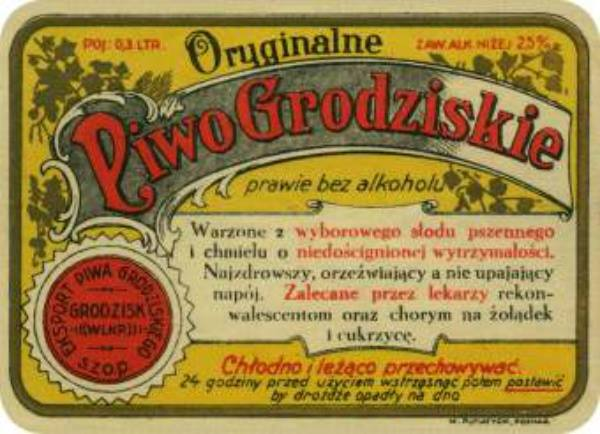

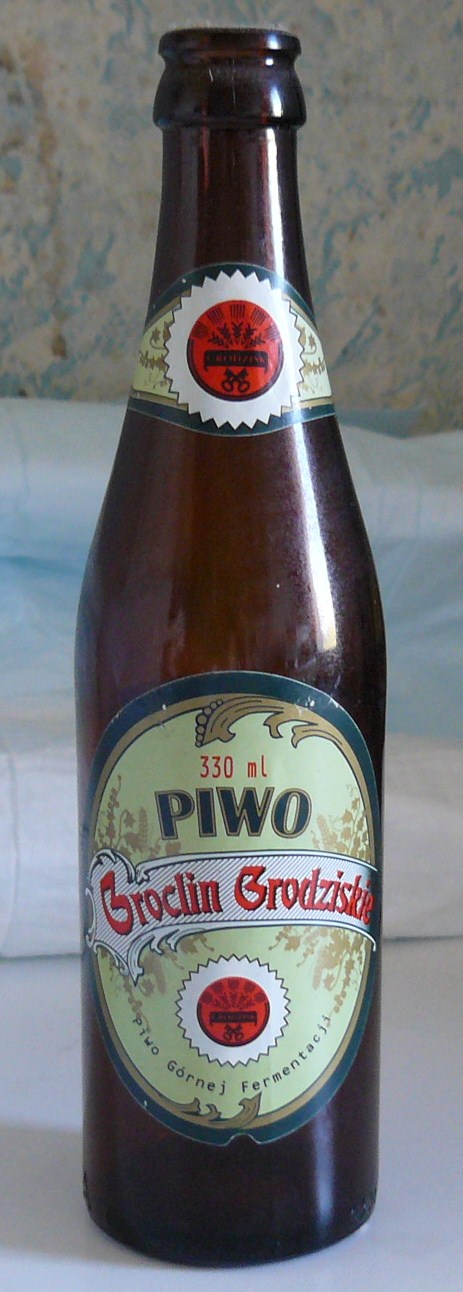

Grätzer (Grodzisz / Grodziskie) ist eine Weizen-Biersorte, die im Unterschied zu den meisten anderen Weizen- und Weißbieren zu 100 % mit Weizenmalz gebraut wird. Zur Besonderheit dieser Biersorte gehört, dass das Malz mit Eichenholz geräuchert wird, das Bier aber trotzdem eine goldgelbe Farbe hat. Das durchschnittliche Alkoholvolumen der Biere im Grätzer Stil liegt bei 2,6 – 3,6 %.

## Geschichte
Das Grätzer entstand durch die Brautradition in der polnischen Stadt Grodzisk Wielkopolski, die mit dem Namen Grätz von 1815 bis 1918 zum Königreich Preußen gehörte.
Bier gebraut wurde in Grodisze bereits im 13. Jahrhundert. 1601 wurde eine Brau-Gilde gebildet. Ende des 18. Jahrhunderts gab es 53 Brauereien in der Stadt, die drei bekanntesten Brauereien waren die herrschaftliche Brauerei im Schloßgarten, die Klosterbrauerei im jetzigen Schulhof und die Stadtbrauerei auf dem Alten Markt. In der Stadtbrauerei betrieb die aus 52 Mitgliedern bestehende Innung das Brauereigewerbe. 1804 baute die neue Innung, der viele deutsche Brauer wie Gumpert, Kutzner und Bähnisch angehörten, eine neue Brauerei mitten auf dem Alten Markt. Sie entnahmen das Wasser aus dem dort stehenden Stadtbrunnen. 1828 pachtete der Brauer Bähnisch die Klosterbrauerei und braute nun für eigene Rechnung. 1837 baute Bähnisch die erste eigene Brauerei. In der 1. Hälfte des  20. Jahrhunderts exportierte man das Grätzer Bier nicht nur in europäische Staaten, sondern auch nach Südafrika, Ceylon und China.
Am Ende des 19. und Beginn des 20. Jahrhunderts betrug die Produktionsmenge der verbliebenen fünf Grätzer Brauereien 100.000 Hektoliter jährlich. Gleichzeitig wurde Grätzer zu der Zeit auch in anderen Regionen gebraut, in Berlin beispielsweise von der Hochschulbrauerei und der Monopol-Brauerei.
In der Zwischenkriegszeit war Antoni Thum als Geschäftsführer der Vereinigten Grätzer Brauereien der bekannteste Grätzer Brauer.
2011 bildete sich in der Polnischen Hausbrauervereinigung eine Kommission zur Wiederbelebung des Grätzer Biers.
Seit Mai 2015 wird in Grodzisk Wielkopolski wieder das Bier gebraut und auf dem Markt als Piwo z Grodziska (Bier aus Grätz) angeboten.